# أقطانية
أقطانية أو أكيتانيا أو أقطانيا هي إحدى أقاليم فرنسا السبعة والعشرين تقع في جنوب غرب فرنسا على ساحل المحيط الأطلسي تتميز بشريط ساحلي يمتد لـ 270 كم، تبلغ مساحتها 41308 كم2، وعدد سكانها 3,150,890 (عام 2008). تتألف من 5 أقاليم فرعية: البيرنيي الأطلسية، جيروند، دوردونيو ،لانديس، لو وغارون
أهم مدنها بوردو، وهي عاصمة إقليم جيروند، وباو، وميرينياك.
يشق إقليم الأكيتين ثلاثة أنهار:
- جارون.
- دوردني.
- أدور.

## أعلام
- عنبسة بن سحيم الكلبي